# Paulino Rodrigues
Paulino Rodrigues (n. 16 de abril de 1976; Las Flores, Buenos Aires, Argentina) es un politólogo y periodista argentino.
Escribe una columna para el diario La Nación y actualmente trabaja en La Nación +.
Además, durante unos días de agosto-septiembre de 2020 fue conductor del programa de noticias El Noticiero en el horario central de la señal de A24, reemplazando a Eduardo Feinmann, ya que este último, tuvo que hacer reposo por  COVID-19.

## Biografía
Nacido en la ciudad bonaerense de Las Flores, inició su profesión a la edad de 12 años en Radio Las Flores AM 1210. Luego estudió en la Universidad Católica Argentina para egresar de la carrera de Ciencias Políticas.
En 2013 Paulino fue galardonado con el premio Caduceo a comunicadores, entregado por el Consejo Profesional de Ciencias Económicas. 

## Carrera laboral
Condujo hasta 2017 en Radio Continental el programa "Antes que mañana", el cual Paulino definía como:

El programa es un periodístico duro, de actualidad, que busca sacar la foto de ese momento de la noche para proyectar lo que será la película del día siguiente. Tenemos columnistas importantes e invitados en el piso. Somos librepensadores, con pluralidad, sin vedas y enorme compromiso.
azulhoy.com.ar, 9 de mayo de 2013.

.
De 2017 a 2019 condujo por Canal 26 el programa de actualidad La Lupa. También condujo en esos años el programa En Formato Paulino en Radio Latina.
Durante todo el segundo semestre de 2020 fue panelista de Animales Sueltos, programa emitido por América TV.
En 2021, conduce "+Info a la tarde", emitido en La Nación +